# Eucereon rhodophila
Eucereon rhodophila är en fjärilsart som beskrevs av Druce 1884. Eucereon rhodophila ingår i släktet Eucereon och familjen björnspinnare. Inga underarter finns listade i Catalogue of Life.